# Cotinga roitelet
Calyptura cristata
Genre
Espèce
Synonymes
- Pardalotus cristatus Vieillot, 1818 (protonyme)

Statut de conservation UICN

 CR B1ab(i,ii,iii,v);C2a(i,ii);D : 
En danger critique
Le Cotinga roitelet (Calyptura cristata) est une espèce d'oiseaux de la famille des Tyrannidae, autrefois placée dans la famille des Cotingidae.

## Répartition
Cet oiseau est endémique du Sud-Est du Brésil.

## Taxinomie
Selon le Congrès ornithologique international et Alan P. Peterson, aucune sous-espèce n'est distinguée,.